# Millennium Dome
El Millennium Dome es un gran edificio con forma de domo en el municipio de Greenwich, al sureste de Londres, construido inicialmente para albergar una exposición conmemorativa del comienzo del tercer milenio. Esta exposición abrió al público el 1 de enero de 2000 y se clausuró el 31 de diciembre del mismo año.
El arquitecto del Millennium Dome fue Richard Rogers y lo construyó Sir Robert McAlpine. 

## Historia

### Orígenes del proyecto
El proyecto del Millennium Dome fue concebido, originalmente como algo de menor escala, bajo el gobierno conservador de John Major, como una celebración del tipo Festival of Britain o Exposición Mundial para celebrar el tercer milenio. En 1994, Major constituye la Millennium Commission y la entrega al vice primer ministro Michael Heseltine. En enero de 1996 se elige la localización de Greenwich (también se habían considerado Birmingham, Derby y Stratford). En diciembre siguiente el gobierno decide apoyar el proyecto con dinero público tras no lograr patrocinadores privados.
El gobierno laborista entrante elegido en 1997 bajo el mando de Tony Blair, amplió considerablemente el tamaño, alcance y presupuesto del proyecto. También aumentaron las expectativas de lo que sería organizado. Justo antes de su inauguración Blair afirmó que el Millennium Dome sería «un triunfo de la confianza sobre el cinismo, la audacia sobre el conformismo, la excelencia sobre la mediocridad». En junio, el parlamentario Peter Mandelson es puesto al frente de la New Millennium Experience Company (NMEC). Sin embargo, Mandelson abandona el gobierno en diciembre de 1998 tras un escándalo financiero.
En enero de 1999 Charles Falconer reemplaza a Mandelson. En mayo abre la ampliación de la Jubilee Line, situando al Dome en el metro de Londres. Esto también se considera un escándalo, pues abrió 14 meses tarde y con las instalaciones de la estación sin completar (por ejemplo, los ascensores para el acceso de personas con discapacidad).
El 22 de junio de 1999 se completa con éxito la estructura del Dome, sin embargo, la velada de apertura entre el 31 de diciembre de 1999 y 1 de enero de 2000 es un desastre, haciéndose esperar a los invitados vip en el exterior durante horas debido a un problema con las entradas. Ya antes de su apertura, el Millennium Dome fue condenado en una diatriba de Iain Sinclair, que predijo el exagerado bombo, la afectada pose política y la desilusión final.

### Celebraciones del milenio
| Proyecto          | Autor                                    |
| Quiénes somos     | Quiénes somos                            |
| ----------------- | ---------------------------------------- |
| Cuerpo            | Branson Coates Architecture              |
| Mente             | Estudio de Zaha Hadid                    |
| Fe                | Eva Jiřičná Architects con Jasper Jacobs |
| Autorretrato      | Carabiner con Lorenzo Apicella           |
| Qué hacemos       |                                          |
| Trabajar          | WORK                                     |
| Aprender          | WORK                                     |
| Descansar         | Richard Rogers Partnership               |
| Jugar             | Land Design Studio                       |
| Hablar            | Imagination                              |
| Dinero            | Carabiner con Bob Baxter                 |
| Viajar            | Imagination                              |
| Dónde vivimos     |                                          |
| Tierra compartida | WORK                                     |
| Isla viviente     | WORK                                     |
| Planeta hogar     | Park Avenue Productions                  |

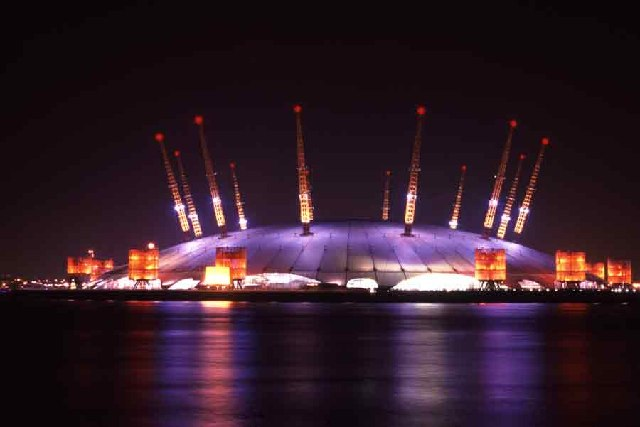
El Millennium Dome de noche (septiembre de 2000)

Durante todo el año 2000 el Millennium Dome estuvo abierto al público y albergó numerosas atracciones. El espacio interior se dividió en 14 «zonas», algunas de las cuales se consideraron faltas de contenido y complacientes con la corrección política. La zona «Viajar», que detallaba la historia y desarrollo de los medios de transporte, fue una de las pocas que recibieron halagos.
El espectáculo del escenario central se acompañaba con música compuesta por Peter Gabriel y un grupo de 160 acróbatas. El espectáculo fue representado 999 veces durante el año. La película realizada por encargo Blackadder: Back & Forth se exhibía en un cine independiente en el mismo lugar. Estos entretenimientos se libraron de las gran oleada de críticas que se vertió sobre el resto del proyecto, si bien la letra y significado del espectáculo fueron consideradas difíciles de seguir por muchos y la película Blackadder fue señalada por no resultar tan divertida ni mordaz como las cuatro series y especiales originales. La música del espectáculo fue más tarde publicada en el disco de Peter Gabriel OVO, junto con la letra. Aparentemente no hay grabaciones en vídeo del espectáculo, si bien puede argüirse que sería difícil registrar un espectáculo de tan grande escala. Si las altas previsiones de asistencia se hubiesen cumplido, la experiencia de los visitantes había sufrido por colas y congestión.
También estaba el proyecto «Historia de Nuestra Ciudad» de McDonald's, en el que cada Local Education Authority del Reino Unido fue invitada a realizar un espectáculo sobre su idea de lo que caracterizaba a su región y sus gentes.
Hubo otras varias atracciones tanto dentro como fuera del Millennium Dome. Dentro de este había una zona de juego llamada «Guardines del Tiempo del Milenio» (incluyendo a los personajes Coggs and Sprinx), «La Prensa de la Casa de la Moneda del Milenio» en asociación con la Royal Mint, el «Bus del Festival of Britain de 1951» y las «Joyas del Milenio». Fuera estaban el «Mapa del Milenio» (de 13 m de altura), el «Cubo de los Niños», «Mirando Alrededor» (una instalación oculta), el «Pabellón de Greenwich», los «Jardines Colgantes» frente al Dome, así como otras varias instalaciones y esculturas.
El proyecto apareció frecuentemente en la prensa como un fracaso: mal planificado, mal llevado a cabo y dejando al gobierno el embarazoso problema de qué hacer con él después. Durante el año 2000 los organizadores pidieron repetidamente y recibieron más fondos de la National Lottery que lo financiaba, la Millennium Commission. Los numerosos cambios a nivel de gestión y dirección, antes y durante las exposiciones, tuvieron resultados limitados o nulos. Las noticias aparecidas sugerían que Blair en persona dio una alta prioridad a hacer del Millennium Dome un éxito. Pero parte del problema fue que las predicciones financieras se basaron en unas predicciones de visitas irrealmente altas, de unos 12 millones. Durante los 12 meses que permaneció abierto acudieron aproximadamente 6,5 millones de visitas, poco más de los 6 millones que acudieron al Festival of Britain, que sólo abrió de mayo a septiembre. A diferencia de la prensa, los informes de los visitantes fueron positivos. El Millennium Dome fue la atracción turística más popular de 2000 tras el London Eye (la tercera fueron las Alton Towers, primeras en 1999).

### 2001 - 2004
Según la National Audit Office británica, el coste total del Millennium Dome a la liquidación de la New Millennium Experience Company en 2002 era de 789 millones de £, de los que 628 millones fueron cubiertos por las donaciones de la National Lottery y 189 millones por venta de entradas, etcétera. Un superávit de 25 millones sobre los costes indica que no fue necesaria toda la donación de la National Lottery. Sin embargo, los 603 millones aportados por ésta excedían en 204 millones el presupuesto original de 399 millones, debido al bajo número de visitas.
Aún de interés para la prensa, las dificultades del gobierno británico para deshacerse del Dome siguen siendo objeto de muchos comentarios críticos. La cantidad gastada en el mantenimiento del edificio cerrado también ha sido criticada. Algunas noticias señalan que el coste de mantenimiento del Dome fue del 1 millón de libras mensuales durante 2001, pero el gobierno señaló que tales afirmaciones eran exageraciones.
Tras la clausura del Dome algunas zonas fuera desmanteladas por las organizaciones patrocinadoras, pero buena parte del contenido fue subastado. Este incluía varias obras de arte especialmente encargadas a artistas británicos contemporáneos. Una obra de Gavin Turk fue vendida por mucho menos de su precio de subasta aunque Turk afirmó no creía que la pieza hubiese funcionado. Un registro único de los recuerdos y parafernalia del Dome es mantenido por un coleccionista estadounidense privado.
En diciembre de 2001 se anunció que Meridian Delta Ltd había sido elegida por el gobierno para desarrollar el Dome como un centro deportivo y de ocio, así como para construir viviendas, tiendas y oficinas en los 150 acres (0,6 km²) de terreno circundante. Se espera también que se trasladen al lugar varias de las instalaciones de educación superior de Londres. Meridian Delta está respaldada por el multimillonario estadounidense Philip Anschutz, que tiene intereses en empresas petrolíferas, ferrocarriles y telecomunicaciones, así como muchas inversiones relacionadas con el mundo deportivo.
A pesar del debate que se sigue manteniendo sobre el futuro del Dome, este reabrió durante diciembre de 2003 para el espectáculo Winter Wonderland 2003, evento que culminó con una exhibición de láser y fuegos artificiales en Nochevieja.
En las Navidades de 2004, se usó parte del edificio principal de Dome como albergue para los sin techo y otros necesitados, organizado por la organización benéfica Crisis.
Los problemas relativos al Millennium Dome ayudaron a acabar con la carrera del gabinete de Peter Mandelson. También causó mucho daño a la de John Prescott. El proyecto también hizo poco por mejorar la reputación de Michael Heseltine y fue un ejemplo temprano del a menudo excesivo optimismo de Tony Blair: «En el Dome tenemos un creación que, creo, será un auténtico referente para el mundo».

### Reapertura y cambio de nombre a The O2

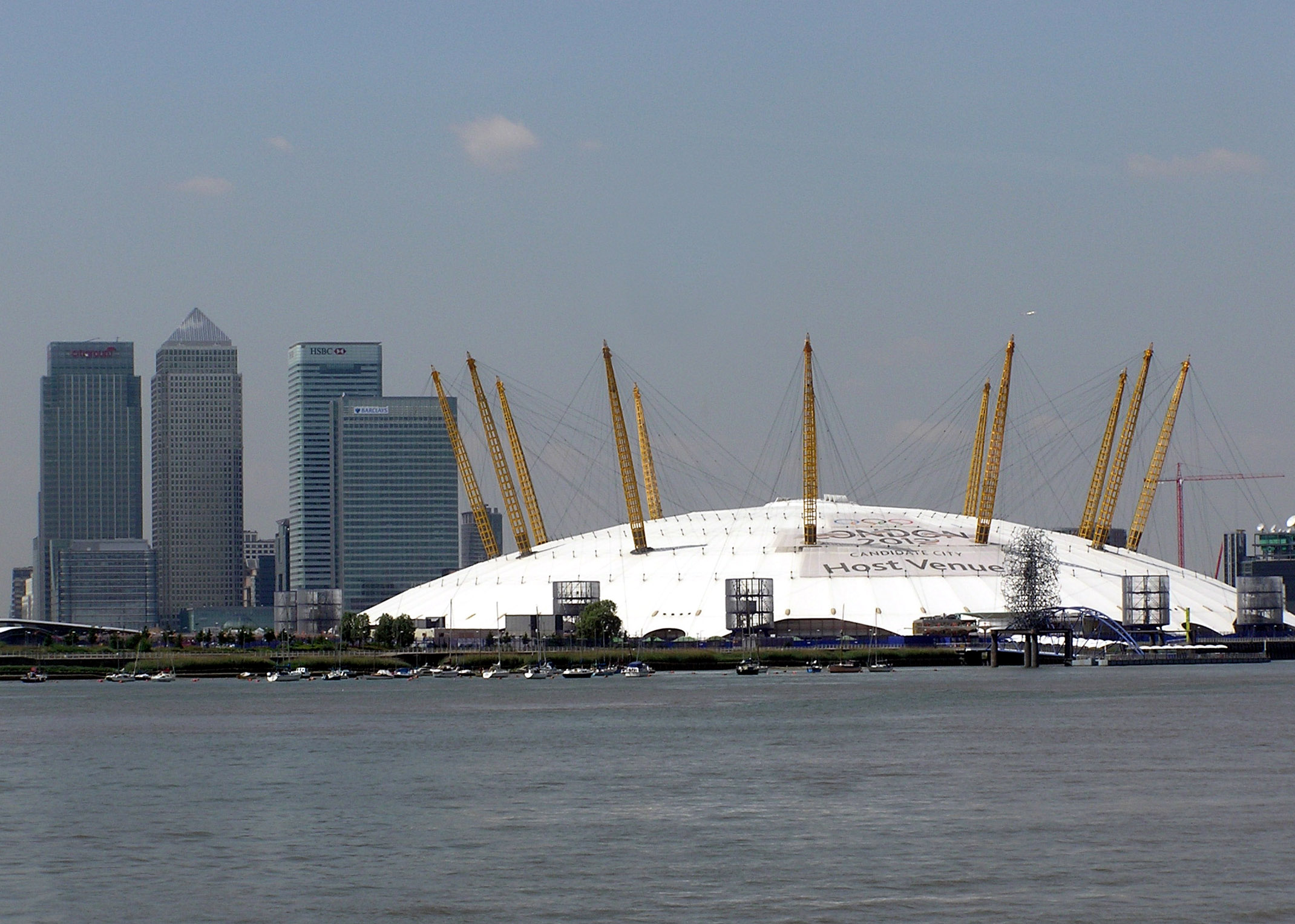
El Millennium Dome, con el complejo Canary Wharf al fondo, visto desde el Támesis. El logotipo de Londres 2012, actualmente retirado del Dome, puede verse promocionándolo como sede olímpica

El Millennium Dome se remodeló por el Anschutz Entertainment Group según un diseño de HOK SVE y Buro Happold, teniendo prevista su reapertura en 2007. Como parte del programa de inversiones, los derechos sobre el nombre fueron vendidos a O2 plc. La inversión de Anschutz estaba parcialmente condicionada por la concesión de la licencia para abrir un «casino» por parte del gobierno británico. Como consecuencia, la asociación entre el vice primer ministro británico John Prescott, con Philip Anschutz, presidente del grupo empresarial, ha dado lugar a una grave controversia política en Gran Bretaña, con acusaciones de que Prescott puede haber usado indebidamente su influencia para favorecer a Anschutz. Sin esta licencia, la inversión de Anschutz se reduciría la mitad, a unos 350 millones de libras. 
El 31 de mayo de 2005, la operadora de telefonía The O2 (filial de la española Telefónica) compró los derechos correspondientes al promotor original, Anschutz Entertainment Group. En el centro del domo se construyó un recinto deportivo cubierto denominado «The O2 Arena», inaugurado el 24 de junio de 2007 con un concierto de la banda de rock Bon Jovi, con las vistas puestas en los Juegos Olímpicos de Londres 2012, en los que fue la sede de las competiciones de gimnasia y de la fase final de baloncesto. Durante las Olimpiadas, el recinto deportivo se renombró como «North Greenwich Arena».
El recinto The O2 Arena contiene una capacidad para 20 000 espectadores.

## Características

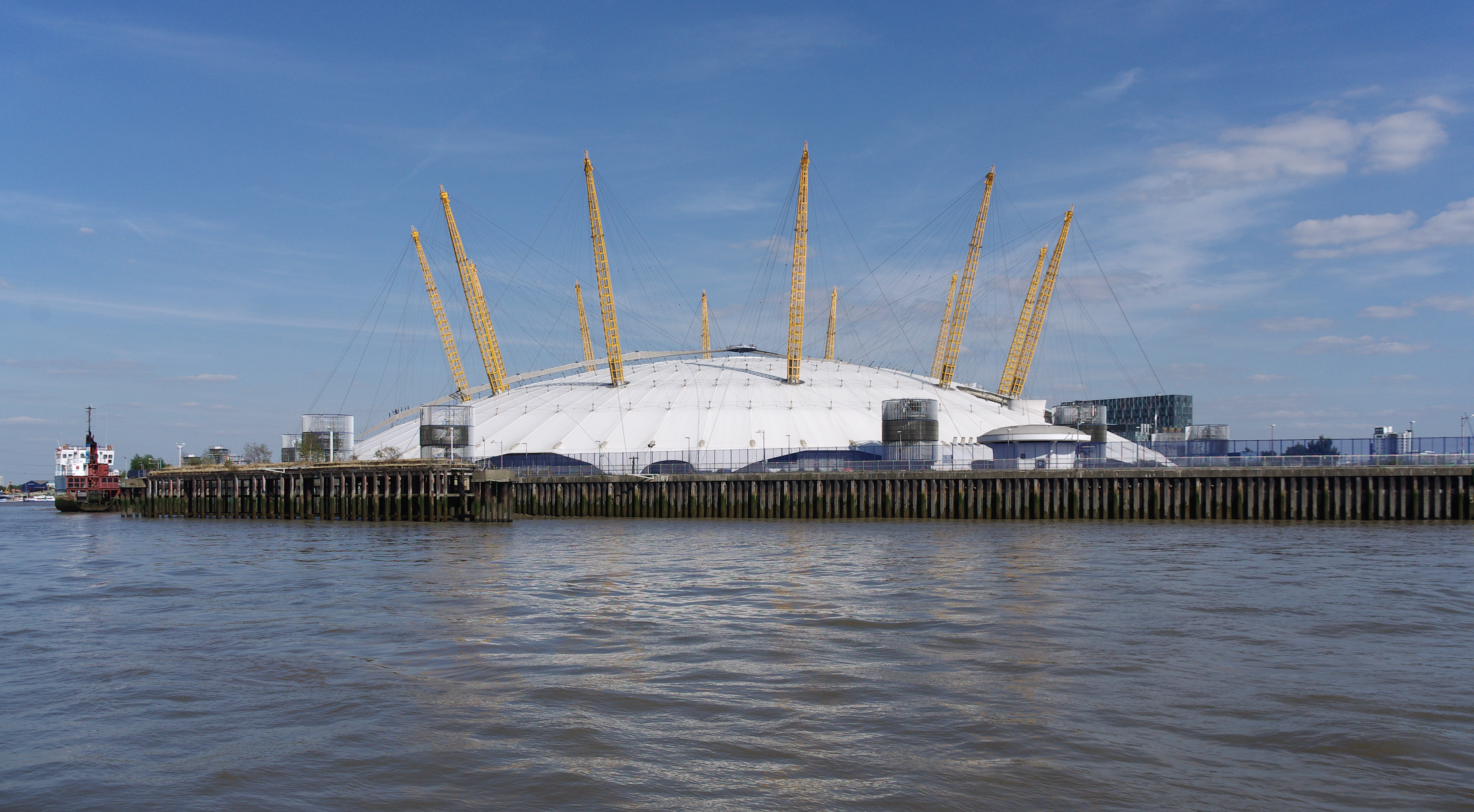
El Millennium Dome visto desde el río Támesis

El Millennium Dome es la mayor estructura de techo único del mundo. Externamente se asemeja a una gran carpa blanca con torres amarillas de sujeción de 100 m de altura, una por cada mes del año o cada hora de la esfera del reloj, representando el papel jugado por el Tiempo Medio de Greenwich. Su planta es circular, de 365 m de diámetro, uno por cada día del año, con bordes ondulados. Se ha convertido en uno de los edificios singulares más reconocibles del Reino Unido, fácilmente visible desde el aire. Su exterior recuerda al Dome of Discovery construido para el Festival of Britain de 1951.
La estructura del edificio fue diseñada por Buro Happold, pesando la estructura completa del techo menos que el aire contenido por el edificio. Aunque se le llama cúpula no lo es estrictamente al no sujetar su propio peso y requerir la ayuda de una red de cables sujetas por mástiles.
El toldo está fabricado de tela de fibra de vidrio recubierta con PTFE, un plástico duradero y resistente a las inclemencias meteorológicas, alcanzando 50 m de altura en el centro. Su simetría se ve interrumpida por un agujero por el que sale un pozo de ventilación del túnel de Blackwall.

## Trabajos complementarios
Aparte de la propia cúpula, el proyecto incluyó la recuperación de la península de Greenwich completa. El terreno había estado previamente abandonado y se hallaba contaminado por lodos tóxicos de una antigua planta de gas que funcionó entre 1889 y 1985. Las operaciones de limpiezas fueron consideradas por el entonces vice primer ministro Michael Heseltine como una inversión que añadiría una gran zona de terreno útil a la abarrotada capital. Fueron financiadas como parte del más ambicioso plan para regenerar una gran zona poco poblada del este de Londres al sur del Támesis, inicialmente llamada Corredor Este del Támesis pero más tarde promocionada como la Thames Gateway (‘puerta del Támesis’).
A esta zona da servicio la estación de metro de North Greenwich, inaugurada justo antes del Millennium Dome, perteneciente a la Jubilee Line.